# 문정로데오거리

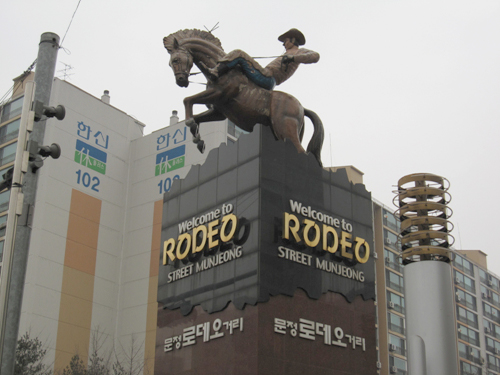
문정 로데오 거리 상징물

문정로데오거리는 서울특별시 송파구 문정1동에 위치한 패션 특화 거리이다.
약 200여 개의 브랜드 상설할인 매장으로 이루어진 쇼핑 골목으로, 서울 지하철 8호선 문정역 부근 송파대로와 동남로의 교차사거리인 올림픽훼미리타운사거리부터 동남로 문정동 현대아파트사거리, 그리고 동남로4길까지 약 2km로 이루어져 있다.
전통시장은 아니지만, 일부 매장을 제외하고 전통시장 상품권인 온누리상품권 사용이 가능하다.

## 같이 보기
- 압구정동
- 청담동